# Ome, Lombardiet
Ome är en ort och kommun i provinsen Brescia, i regionen Lombardiet, Italien. Kommunen hade 3 220 invånare (2018) och gränsar till kommunerna Brione, Gussago, Monticelli Brusati, Polaveno och Rodengo-Saiano.